# Xã Cedar, Quận Antelope, Nebraska
Xã Cedar (tiếng Anh: Cedar Township) là một xã thuộc quận Antelope, tiểu bang Nebraska, Hoa Kỳ. Năm 2010, dân số của xã này là 137 người.